# Église Sainte-Croix de Loudun
L'église Sainte-Croix est une ancienne église catholique située à Loudun, en France.

## Localisation
L'église est située dans le département français de la Vienne, sur la commune de Loudun. La place qui lui fait face porte le même nom, "place Sainte-Croix".

## Historique
Cette église de style roman a été commandée au XIe siècle par des moines bénédictins. La collégiale a été peinte et des échantillons de peintures murales ont permis de dater ces réalisations entre le XIIe et le XIIIe siècle. Malgré les incidents qui ont malmené l'édifice, il est toujours possible de voir ces peintures dans le transept et le chœur.
En 1558, la ville de Loudun est meurtrie par les guerres de religion et la collégiale fut partiellement incendiée. Elle fut reconstruite par la suite.
Au XVIIe siècle, la collégiale Sainte-Croix est le lieu où se sont déroulés plusieurs exorcismes, notamment dans l'affaire des possédées de Loudun. C'est là, sur la place devant l'église, que le 18 août 1634 fut mis au bûcher Urbain Grandier et ses cendres dispersées au vent.
Après la révolution, la collégiale Sainte-Croix a été vendue comme bien national. De cette date jusqu'en 1991, la collégiale était utilisée comme marché couvert, alors appelé "Marchés Sainte-Croix".
En 1889, par manque d’entretien, la nef de l'église s'effondre, ce qui pousse la municipalité à refaire la charpente, de type Eiffel provenant de l'exposition universelle de la même année.
L'édifice est classé au titre des monuments historiques en 1955 et inscrit en 1992.

## Aujourd'hui
L'église Sainte-Croix est utilisée de nos jours comme espace d'exposition depuis 1995. Elle est couramment appelée "espace Sainte-Croix" faisant référence à l'espace culturel Sainte-Croix. De nombreuses expositions ont lieu toute l'année, quelques fois des brocantes et des concerts de l'école de musique de la ville.